# Erik Lund
Pour les articles homonymes, voir Lund.

a Compétitions nationales et continentales officielles uniquement.

b Matchs officiels uniquement.
Dernière mise à jour le 16 septembre 2017.
Erik Lund, né le 3 juillet 1979 à Fredrikstad (Norvège), est un ancien joueur norvégien de rugby à XV. Il est international norvégien et évolue au poste de deuxième ligne.

## Biographie
Né à Fredrikstad, il est le fils d'un joueur international norvégien de basket-ball, Morten Lund, et de son épouse Ena. Son père a passé une partie de sa carrière en Angleterre, étudiant à Manchester, jouant en Angleterre avant de retourner en Norvège.
Contrairement à son jeune frère Magnus, Erik n'est devenu professionnel qu'à l'âge de 28 ans. Lorsqu'il fait ses études à l'université de Newcastle, il abandonne le rugby à XV pendant trois ans. Il devient informaticien et rejoue au rugby avec le club de Winnington Park dans le Cheshire. Avec son gabarit et des qualités gestuelles, il change de club pour jouer avec Manchester, Fylde, Sedgley Park puis les Rotherham Titans avec lesquels il dispute une bonne saison en 2006-2007, échouant à la deuxième place de la deuxième division anglaise derrière Leeds Carnegie qui le recrute. 
Il évolue avec le club de Leeds au plus haut niveau en 2007-2008 avant d'être relégué pour revenir en 2009-2010 à l'étage supérieur du rugby anglais.
Il a disputé 23 matchs en deuxième ligne avec Leeds en 2009-2010 et 73 depuis 2007. En 2010, il rejoint son frère à Biarritz, et l'année suivante se réengage jusqu'en 2014 avec le BO, dont il devient le capitaine.
En juin 2011, il fait partie du groupe des Barbarians qui s'impose à Cardiff face au pays de Galles.
Durant la saison 2011-2012, le Biarritz olympique atteint la finale du Challenge européen. Pour cette rencontre face au RC Toulon, il entre en jeu et le BO l'emporte 21-18,.
En novembre 2012, il est sélectionné dans l'équipe des Barbarians français pour affronter le Japon au Stade Océane du Havre. Les Baa-Baas l'emportent 65 à 41.
Il a été le capitaine de l'équipe de Norvège de rugby à XV.
Il arrête sa carrière en 2016 et se reconvertit dans une entreprise de capteurs GPS pour mesurer les performances des joueurs de rugby.

## Palmarès
- Leeds Carnegie
  - Vainqueur du Championnat d'Angleterre de 2e division en 2009
- Biarritz olympique
  - Vainqueur du Challenge européen en 2012